# Arachniodes speciosa
Arachniodes speciosa är en träjonväxtart som först beskrevs av David Don, och fick sitt nu gällande namn av Ren-Chang Ching. Arachniodes speciosa ingår i släktet Arachniodes och familjen Dryopteridaceae. Inga underarter finns listade.